# ククルビタシン

炭素番号を付したククルビタ-5-エンの構造式

ククルビタシン (cucurbitacin) はウリ科植物に特有のステロイドの一種であり、トリテルペンに属する。

## 概要
キュウリ、メロン、スイカなどのへたに近い部分に含まれるが、通常は含有量が少ないため苦味までは感じない。その一方で、ゴーヤには多く含まれ、加えて他の苦み成分であるモモルデシン (momordicin) も含まれているため、強烈な苦味の元になっている。また、ヨーロッパに生息するキノコの一種 Leucopaxillus gentianeus の苦味成分としても知られる（成分はククルビタシンB）。
ヘチマやユウガオなどの一部の株において、まれにククルビタシンを多く産生するものが混じって流通することが知られており、自家栽培したものなどを苦味を我慢して食べたことによる食中毒事例（嘔吐や下痢等）もある。異常に苦いものは、食べるのをやめるのが無難である。食中毒事例には、他にヒョウタンやズッキーニによるものもある。なお、モモルデシンには食中毒を引き起こす毒性はない。

## 種類
置換基や二重結合の位置により多くの種類がある。また、実際にはこれらの誘導体も植物に含まれている。

### ククルビタシンA

ククルビタシンA

ウリ科キュウリ属の植物の一部などに含まれる。

### ククルビタシンB

ククルビタシンB

ウリ科ヘムスレイア属の植物の一部などに含まれる。キシメジ科オオイチョウタケ属のキノコにも含まれるものがある。
CAS登録番号は［6199-67-3］である。

### ククルビタシンC
ウリ科キュウリ属のキュウリなどに含まれる。ククルビタシンCは特に苦いが抗癌作用があることが知られている。

### ククルビタシンD

ククルビタシンD

ウリ科カラスウリ属のキカラスウリなどに含まれる。

### ククルビタシンE

ククルビタシンE

ウリ科ウィルブランディア属の植物の一部などに含まれる。

### ククルビタシンI

ククルビタシンI

### ククルビタシンF
ホルトノキ科ホルトノキ属の植物の一部などに含まれる。

### ククルビタシンG
ウリ科ウィルブランディア属の植物の一部などに含まれる。

### ククルビタシンH
ウリ科ウィルブランディア属の植物の一部などに含まれる。

### ククルビタシンJ
アブラナ科マガリバナ属（イベリス属）の植物の一部などに含まれる。

### ククルビタシンK
ククルビタシンJの立体異性体。

### ククルビタシンL
ウリ科カボチャ属のペポカボチャなどに含まれる。

### ククルビタシンO
ウリ科ブランデゲア属の植物の一部などに含まれる。

### ククルビタシンP
ウリ科ブランデゲア属の植物の一部などに含まれる。

### ククルビタシンQ

ククルビタシンQ

ウリ科ブランデゲア属の植物の一部などに含まれる。

### ククルビタシンR
ククルビタシンDの誘導体、23,24-ジヒドロククルビタシンD。

### ククルビタシンS
ウリ科ブリオニア属の植物の一部などに含まれる。

### ククルビタシンT
ウリ科スイカ属のコロシントウリなどに含まれる。